# Podzbiór multyplikatywny
Podzbiór multyplikatywny {\displaystyle {\mathcal {S}}} – podzbiór pierścienia całkowitego {\displaystyle {\mathfrak {R}}} spełniający następujące warunki:
- element neutralny działania multyplikatywnego pierścienia {\displaystyle {\mathfrak {R}}} należy do {\displaystyle {\mathcal {S}},}
- element neutralny działania addytywnego pierścienia {\displaystyle {\mathfrak {R}}} nie należy do {\displaystyle {\mathcal {S}},}
- {\displaystyle {\mathcal {S}}} jest zamknięty ze względu na mnożenie[1].